# Strada M03
La strada M03 (in ucraino Автошлях M03?, Avtošljak M03) è una strada ucraina che unisce la capitale Kiev con Charkiv, la seconda città del paese, il Donbass sino a raggiungere la frontiera russa. Oltre il confine continua come A270.
Dotata di due carreggiate per tutta l'interezza del suo tracciato, forma parte delle strade europee E40 (sino a Debal'ceve) ed E50.
Da Boryspil' a Lubny la strada è a doppia carreggiata, poi prosegue a carreggiata unica con alcuni tratti 2x2.
Durante la guerra del Donbass e l'invasione russa dell'Ucraina del 2022 le porzioni orientali dell'autostrada sono stati teatro di numerosi scontri armati.